# Lindauer Psychotherapiewochen
Die Lindauer Psychotherapiewochen (LP) sind als Fachtagung in erster Linie für die psychotherapeutische Fort- und Weiterbildung von Ärzten, Diplom-Psychologen sowie Kinder- und Jugendlichenpsychotherapeuten insbesondere in tiefenpsychologischer Psychotherapie gedacht. Sie finden seit 1950 einmal jährlich im April in Lindau (Bodensee) statt. Seit 1967 wird die Tagung von der Vereinigung für psychotherapeutische Fort- und Weiterbildung e. V. veranstaltet.
Wissenschaftliche Leiter sind Peter Henningsen (seit 2011), Dorothea Huber (seit 2017) und Cord Benecke (seit 2020).

## Konzept
Jede der beiden Tagungswochen steht unter einem Thema, das der Wissenschaftlichen Leitung und dem Wissenschaftlichen Beirat aktuell erscheint, oder von dem sie der Ansicht sind, dass es vernachlässigt wurde. Zu den Themen erfolgen Vorlesungen, Vorträge und Seminare. Die Veranstaltung wird auf der Insel Lindau im Dreiländereck Deutschland, Österreich und Schweiz durchgeführt. Die Konferenzsprache ist Deutsch, gelegentlich finden auch englischsprachige Veranstaltungen statt. In der Regel besuchen etwa 4000 ärztliche und psychologische Psychotherapeuten und Angehörige verwandter Berufe eine der beiden Wochen.

## Geschichte
Die Gründung der Lindauer Psychotherapiewochen geht auf eine Begegnung von Ernst Speer und Ernst Kretschmer, Wiederbegründer der Allgemeine Ärztliche Gesellschaft für Psychotherapie (AÄGP), 1949 in Tübingen zurück. Der erste Psychotherapiekurs wurde 1950 von Ernst Speer geleitet, der seit 1922 in Lindau eine der ersten psychotherapeutischen Kliniken leitete.
Als die Teilnehmer- und Mitarbeiterzahlen auf etwa 300 anstiegen, vergrößerte sich dementsprechend auch das Angebot der Themen. 1955 wurde zwischen Ernst Speer und Ernst Kretschmer vereinbart, dass im Jahr 1956 keine Tagung stattfinden sollte, um anderen Veranstaltungen der ÄAGP mehr Raum zu geben. Danach fanden nach einjähriger Pause 1957 die Lindauer Psychotherapiewochen bis heute wieder jährlich statt. 1958 leitete Ernst Speer zum letzten Mal die Lindauer Psychotherapiewoche. Helmuth Stolze übernahm nun von seinem Onkel Ernst Speer die Tagungsleitung. Schon 1949 hatte Stolze bei den von Ernst Kretschmer durchgeführten Kursen für Psychotherapie mit seiner psychotherapeutischen Weiterbildung begonnen. Mit seiner mutigen Entscheidung, ab 1959 die Verantwortung für Organisation und Gestaltung zu tragen, hat Stolze 20 Jahre lang als Leiter das didaktisch-wissenschaftliche Konzept und eine besonders kollegiale und allen psychotherapeutischen Richtungen aufgeschlossene Atmosphäre geprägt. Eine neue Entwicklung begann in Lindau zur Förderung von Selbsterfahrung und Übung in neuen Verfahren. Ab 1959 wurde eine zweite Woche mit Übungen und Seminaren zur ständigen Einrichtung. Als Hanns Ruffin 1959 den Vorsitz der Allgemeinen Ärztlichen Gesellschaft für Psychotherapie und Stolze die Leitung der Lindauer Psychotherapiewoche übernommen hatte, wurde die Lindauer Psychotherapiewoche im Einvernehmen mit der AÄGP veranstaltet.
Von der 11. Lindauer Psychotherapiewoche 1961 an wurden in jedem Jahr in Lindau neue Selbsterfahrungsgruppen, deren Mitglieder sich einer Selbsterfahrung in analytischer Gruppenpsychotherapie unterzogen und mit dieser fraktionierten Arbeit von jährlich zwei bis vier Sitzungsperioden einen neuen möglichen Weg der analytisch orientierten Weiterbildung erprobten, angeboten. Diese Arbeit in den analytischen Selbsterfahrungsgruppen wurde in der Folgezeit ein Baustein der psychotherapeutischen Weiterbildung. Bereits 1951 hatte W. Schindler die Gruppenarbeit im Rahmen der Lindauer Psychotherapiewochen vorgestellt.
Der Psychiater  Erich Lindemann emigrierte nach einjähriger Tätigkeit bei Viktor von Weizsäcker in Heidelberg in die Vereinigten Staaten nach Harvard. Lindemann leitete seit 1960 in Lindau eine Selbsterfahrungsgruppe. Ernst Speer starb am 28. März 1964 in Lindau, auch Ernst Kretschmer starb im selben Jahr. 1965 übernahm das „Programmkomitee“ die Gestaltung der Leitthemen und Vorträge, zu dem zusammen mit Helmuth Stolze (München), Hanspeter Harlfinger (Tübingen-Wehen), Dietrich Langen (Tübingen-Mainz), Leonhard Schlegel (Zürich), Eckart Wiesenhütter (Würzburg-Tübingen-Bethel), Wulf Wunnenberg (Hamburg), Peter Hahn (Heidelberg) gehörten.
1967 erfolgte die Gründung der „Vereinigung für psychotherapeutische Fort- und Weiterbildung e. V.“ unter dem Vorsitz von Paul Kluge, die nun als juristischer Träger der Lindauer Psychotherapiewochen fungiert. Die Lindauer Psychotherapiewochen entwickelten sich in den 1970er Jahren von einer reinen Vortragsveranstaltung zu einer Tagung, bei der in immer größerem Umfang Kurse, Seminare und Übungen angeboten werden. Das Programm wurde so gegliedert, dass jede der beiden Wochen unabhängig von der anderen besucht werden kann. 1974 übernahm Helmut Remmler offiziell zusammen mit Helmuth Stolze die Leitung, nachdem er schon seit 1973 an der Planung des Programms und in der Organisation mitgewirkt und sich zuvor als Mitarbeiter der Psychotherapiewochen engagiert hatte. 1978 beendete Helmuth Stolze nach 20 Jahren seine Tätigkeit in der Leitung der Lindauer Psychotherapiewochen und gibt sie an seine Nachfolger Helmut Remmler, Peter Buchheim und  Theodor Seifert weiter.
1976 und 1983 stellte Paul Watzlawick, ein aus Österreich stammender Psychoanalytiker und Soziologe, seine „Psychotherapeutische Kommunikationstheorie“ den Tagungsbesuchern vor. Ab 1984 stand jede der beiden Psychotherapiewochen unter einem eigenen Leitthema – beide Wochen wurden fortan inhaltlich und organisatorisch gleich strukturiert.
1986 wurde Helmut Remmler als Mitglied der wissenschaftlichen Leitung verabschiedet. Nun leiteten Peter Buchheim und Theodor Seifert zu zweit die Lindauer Psychotherapiewochen. Manfred Cierpka, Psychiater und Psychoanalytiker aus Ulm, der schon seit 1989 an der Programmgestaltung mitwirkte, trat nach Wahl durch den Vorstand der Vereinigung in die Leitung ein. Die Mitglieder des Vorstands der „Vereinigung für Psychotherapeutische Weiterbildung“ sind Peter-Christian Fink, Werner Stucke, Barbara Buddeberg-Fischer. Ehrenmitglieder der Vereinigung sind Clemens Henrich und Paul Kluge. 1987 war Otto F. Kernberg erstmals in Lindau. Er hielt Vorträge zu den Themen „Konzepte der psychotherapeutischen Beziehung“ und „Was wirkt in der Psychotherapie von schweren Persönlichkeitsstörungen?“
Die Beziehungen zwischen AÄGP und LP wurden durch Persönlichkeiten geprägt, die sich in den Vorstandsgremien beider Organisationen für eine Weiterentwicklung der Psychotherapie eingesetzt haben. Dieses Bemühen trugen in den Anfängen Ernst Kretschmer, Hanns Ruffin und Winkler, später Helmut Enke, Heinz-Günter Rechenberger, Annelise Heigl-Evers und Paul Kluge. Werner Stucke hatte über viele Jahre sowohl den Vorsitz in der AÄGP als auch in der Vereinigung für Psychotherapeutische Weiterbildung innegehabt und in Lindau den Informationsveranstaltungen zu Fragen der psychotherapeutischen Weiterbildung einen Stellenwert verliehen.
Der Psychotherapieforscher und früherer Präsident der North American Society for Psychotherapy Research David Orlinsky, referierte 1996 und 1998 zum Thema „The professional and personal development of psychotherapists“. Bereits 1991 wurden in Zusammenarbeit mit dem „Collaborative Research Network (CRN)“, David Orlinsky, und Horst Kächele Untersuchungen zur „Entwicklung, Weiterbildung und Tätigkeit von Psychotherapeuten“ mit Teilnehmern der 41. Lindauer Psychotherapiewochen durchgeführt. 1998 schied Theodor Seifert aus dem Leitungsteam aus, stand als Berater der Leitung und als Mitglied im wissenschaftlichen Beirat aber weiterhin den Lindauer Psychotherapiewochen zur Verfügung. Peter Buchheim und Manfred Cierpka leiteten die Tagung nun zu zweit. Ab Mai 2000 ist Verena Kast Teil der Wissenschaftlichen Leitung, aus der Peter Buchheim 2003 austrat. 2011 trat Peter Henningsen der Wissenschaftlichen Leitung bei.
Seit 2009 veranstaltet die Vereinigung für psychotherapeutische Fort- und Weiterbildung e. V. Förderprogramme für junge Psychotherapeuten mit dem Ziel, Berufsanfängern, die in Kliniken oder auch ambulant arbeiten, Kompetenzen zu den Themen wie zum Beispiel „Keine Angst vor Gruppen“ oder „Der Umgang mit Angehörigen in der Psychotherapie“ zu vermitteln.
Aus Anlass der 60. Lindauer Psychotherapiewochen 2010 beschloss die Vereinigung für psychotherapeutische Fort- und Weiterbildung e. V. eine Darstellung der Historie der Tagung herauszugeben. Philipp Mettauer übernahm diese Aufgabe, als Historiker der Geschichte der Tagung nachzugehen. Die vorliegende Darstellung zeigt, analog zu den historischen Abläufen und den politischen Entwicklungen in der Bundesrepublik, dass der oft ausschließliche Blick auf den anstehenden Aufbau das Alibi dafür geboten hat, die kritische Auseinandersetzung mit der Vergangenheit des Dritten Reiches zu vermeiden. Dies hat auch die Tagung lange Zeit geprägt. Die notwendige Auseinandersetzung wurde nun nachgeholt.
2017 trat Dorothea Huber neu in die Wissenschaftliche Leitung ein. Manfred Cierpka, der seit 1990 Teil der Wissenschaftlichen Leitung war, verstarb im Dezember 2017. Im Mai 2018 verstarb auch Theodor Seifert.
Verena Kast, Mitglied der Wissenschaftlichen Leitung der Lindauer Psychotherapiewochen seit 2001, schied Ende April 2020 aus der Wissenschaftlichen Leitung aus. Neues Mitglied der Leitung ist ab 2020 der Psychologe Cord Benecke, der zuvor viele Jahre Mitglied des Wissenschaftlichen Beirats der Lindauer Psychotherapiewochen war.

## Wissenschaftlicher Beirat der Lindauer Psychotherapiewochen
- Anna Buchheim – Innsbruck
- Renate Daniel – Zürich
- Yesim Erim – Erlangen
- Joachim Küchenhoff – Liestal
- Claas Lahmann – Freiburg
- Andreas Maercker – Zürich
- Kathrin Sevecke – Innsbruck
- Ralf T. Vogel – Ingolstadt

## Ehemalige Mitglieder des Wissenschaftlichen Beirat der Lindauer Psychotherapiewochen
- Inge Seiffge-Krenke – Mainz
- Claudius Stein – Wien
- Svenja Taubner – Heidelberg

## Ehemalige Wissenschaftliche Leitung
- Ernst Speer 1950–1958
- Helmuth Stolze 1958–1978
- Helmut Remmler 1973–1986
- Theodor Seifert 1978–1998
- Peter Buchheim 1978–2003
- Manfred Cierpka 1990–2017
- Verena Kast 2001–2020

## Qualitätssicherung
Eine Qualitätssicherung der Lindauer Psychotherapiewochen erfolgt seit 1993. Zunächst in Evaluationsstudien und danach in einer jährlichen stattfindenden Evaluation werden die Akzeptanz und die Zufriedenheit jeder Veranstaltung und der gesamten Tagung überprüft und den Dozenten zurückgemeldet.